# Influenzavirus B
Betinfluenzavirus è un genere di virus appartenente alla famiglia degli Orthomyxoviridae, in grado di infettare gli umani e i pinnipedi. L'unica specie appartentente è il virus dell'influenza B.